# Give a Damn
La campaña Give a Damn es un proyecto de True Colors Fund, una organización cofundada por la cantante Cyndi Lauper dedicada a la difusión, especialmente entre los heterosexuales, del apoyo a la igualdad hacia la comunidad LGBT. El nombre de la campaña es la forma afirmativa del dicho I don't give a damn (traducible por «me importa un bledo» o «me importa un comino», en español), por lo que significaría «no te quedes indiferente».
La campaña, lanzada el 31 de marzo de 2010, es una iniciativa basada en Internet que pretende «educar e implicar a la comunidad heterosexual» en el avance de la igualdad para gais, lesbianas, bisexuales y transexuales.
Los temas que aborda Give a Damn, centrados en la sociedad estadounidense, son la discriminación en el trabajo, los crímenes por odio, la política de «no preguntar, no decir» (don't ask, don't tell) sobre homosexualidad de las fuerzas armadas de los Estados Unidos, el matrimonio igualitario, el acoso en el ámbito escolar sobre los jóvenes, los suicidios juveniles, los jóvenes sin techo, la homosexualidad en personas mayores, la religión, la paternidad, la sanidad y la equidad migratoria en parejas homosexuales de distinta nacionalidad.

## Repercusión en los medios
Uno de los puntos de mayor repercusión de Give a Damn han sido los anuncios de servicio público (PSA, public service announcement) realizados por artistas y celebridades en apoyo de la campaña.
En abril de 2010 la actriz Anna Paquin desveló en uno de ellos su bisexualidad: «I'm Anna Paquin. I'm bisexual and I give a damn.» (Soy Anna Paquin. Soy bisexual y me importa).
La salida del armario de la actriz provocó un colapso del sitio web de la campaña por la excesiva afluencia de visitantes.
Otros artistas y celebridades que participaron en los anuncios en abril fueron Kim Kardashian, Elton John, Cynthia Nixon, Clay Aiken, Whoopi Goldberg, Wanda Sykes, Jason Mraz, Mya, Sharon y Kelly Osbourne y la propia Lauper.
Tras darse a conocer varios casos de suicidios entre jóvenes homosexuales estadounidenses debido al acoso a que eran sometidos y varios ataques en locales como el icónico Stonewall Inn de Nueva York, en octubre de 2010 el cantante británico Elton John y el puertorriqueño Ricky Martin participaron, junto a otros artistas, en otro anuncio de la campaña en contra de los crímenes por odio en Estados Unidos.
El tema del suicidio ya había sido tratado previamente en julio en otro vídeo en el que colaboraban las actrices Lily Tomlin y Judith Light (conocida por su papel de Claire Meade en Ugly Betty) y el también actor Jesse Tyler Ferguson, conocido por su papel de gay en Modern Family.

## Internet
Los anuncios invitan en su cierre a unirse a la campaña en su sitio web, www.wegiveadamn.org, donde, además de poder verse todos los videos de la campaña, se pueden consultar información sobre los temas que aborda, un blog con las últimas noticias relacionadas con la campaña y leer las historias personales aportadas por los usuarios. Give a Damn tiene también páginas en las principales redes sociales, como Twitter o Facebook, y YouTube, donde además de los vídeos oficiales pueden verse vídeos realizados por usuarios anónimos.
La campaña se ha realizado con el apoyo de distintas organizaciones como Centerlink: The Community of LGBT Centers, Freedom to Marry, Gay and Lesbian Medical Association, GLSEN (the Gay, Lesbian and Straight Education Network), The Human Rights Campaign, Immigration Equality, SAGE (Services and Advocacy for Gay, Lesbian, Bisexual & Transgender Elders), Servicemembers Legal Defense Network y The Trevor Project.